# Gereja Katedral Bandung

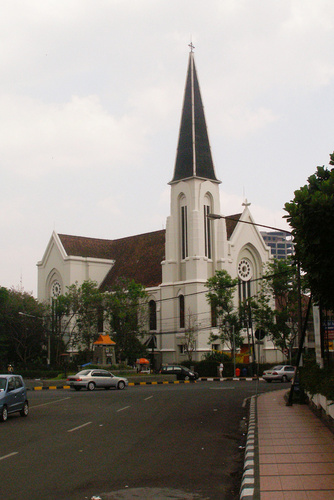
De kathedraal in 2007.

Gereja Katedral Bandung of Kathedraal Sint-Petrus is een kerk in de Indonesische stad Bandung. Het is de zetelkerk van het rooms-katholieke bisdom Bandung.
Het gebouw, gelegen aan Jalan Merdeka, werd ontworpen door de Nederlandse architect Charles P. Wolff Schoemaker in een neogotische bouwstijl. Daarnaast ligt de pastorie. Van bovenaf gezien lijkt de kathedraal op een symmetrisch kruis. Ze heeft een oppervlakte van 2385 m² en een gebouwoppervlakte van 785 m².